# Headford
Headford (Iers:Áth Cinn) is een plaats in het Ierse graafschap Galway. De plaats telt 1.350 inwoners. Headford ligt ruim 25 km ten noorden van de stad Galway, aan de weg van Galway naar Castlebar in het graafschap Mayo.